# Der Ring (Lehrgedicht)
Der Ring ist ein satirisches Lehrgedicht von Heinrich Wittenwiler, das vermutlich um 1408/10 im Umfeld des Konstanzer Bischofs Albrecht Blarer entstanden ist. Es besteht aus 9699 Reimpaarversen und hat den Charakter eines Lehrbuches über Verhaltensweisen des menschlichen Lebens, wie zum Beispiel die Lehre über Turniere, die Minnelehre, das Laiendoktrinal, den Schülerspiegel, eine Haushaltslehre und Ehelehre oder die Tugendlehre. Diese Belehrungen sind in komisch-satirische Handlungen törichter Bauern, so genannte gpauren (siehe auch Dörper), eingebettet. Erzählt wird die Geschichte Bertschis, eines jungen Mannes mit hoffärtigen Gedanken und Träumen. In seiner Leidenschaft für Mätzli löst der „tumbe tor“ ungewollt einerseits groteske schwankhafte Situationen, andererseits eine tragikomische Unglückskette aus, die zum Krieg und zur Verwüstung seines Heimatdorfes führt und ihn als Einsiedler enden lässt.

## Inhalt

### Titel
Bereits der Titel verweist auf die Doppeldeutigkeit des Werkes. Der im Prolog erwähnte mit einem Edelstein besetzte Ring symbolisiert der „welte lauff“ und assoziiert auch in Anlehnung an das griechische Wort kyklos den enzyklopädischen Charakter: „Ein puoch, daz ist der Ring genant (Mit einem edeln stain bechlait)/ Wan es ze ring umb uns beschait/ Der welte lauff“ (V. 8–11). Im zweiten Teil erscheint der Ring als Zeichen einer Vermählung, die auf Lügen gegründet ist und Unheil auslöst. Das „fingerli“ (V. 5278) steckt Bertschi Triefnas in einer burlesken Szene nach dem Ja-Wort Mätzli an den Finger. Es besteht aus verzinntem Blei und trägt einen gläsernen Saphir, der mit Harz eingeschmolzen und mit Nasenschleim lasiert ist, sowie zwei Fischaugen als Perlen:
Es was von plei und überzint,

Mit einem stain, sam ich es vind,

Der hiess ein sapheir von glas;

Dar umb von hartz ein gsmeltze was,

Mit naswasser durch laseurt;

Dar zuo was es auch gesteurt

Mit zwain perlen von den augen

Aus dem visch: daz schült es glauben. (V. 5279-5286)

### Prolog
Heinrich Wittenwiler schreibt im Prolog, dass sein dreigliedriges Werk lehrt, „was man tuon und lassen schol“ (V. 12). Der erste Teil beschreibt das „hofieren/Mit stechen und turnieren“ (V. 17f.). Das zweite Kapitel vermittelt dem Mann, wie er sich „halten schol/An sel und leib und gen der welt“ (V. 22f.) und der dritte Abschnitt lehrt schließlich das Verhalten in Not und Kriegszeiten. Um die Ausdauer des Lesers nicht zu strapazieren, vermischt Wittenwiler die Belehrungen mit tölpelhaften Bauernschwankszenen, dem „gpauren gschrai“ (V. 36), was dem Prinzip des prodesse et delectare entspricht. Dabei definiert er den „gpauren“ nicht als jenen, der sich „aus weisem gfert (Einsicht)/Sich mit trewer arbait“ nährt, sondern als den, der „unrecht lept und läppisch tuot“ (V. 44). Um das „gpauren gschrei“ von den Belehrungen zu trennen, sind die Verszeilen mit roten und grünen Linien gekennzeichnet. Die roten sollen den Ernst, den „nutz“ (V. 50) (prodesse), die grünen das Leben der Tölpel, das „tagalt“ (V. 50), die Unterhaltung (delectare), anzeigen. Am Schluss des Prologs nennt der Autor seinen durch den Reim auf mär abgewandelten Namen: „Hainreich Wittenweilär“ (V. 52).

### 1. Teil: Werbung

#### Liebespaar
In dem Dorf Lappenhausen wohnen viele „esle[n]“ Bauern, darunter Bertschi (Berchtold, V. 1656) Triefnas, ein „degen säuberlich und stoltz“ und bei den Damen beliebter Mann, der sich mit junker anreden lässt. Seine Liebe gehört Mätzli Rüerenzumph, einem hässlichen Mädchen mit schwarzen Zähnen und Händen, mit einem Buckel, dicken Füßen, schlechtem Benehmen und einem obszönen sprechenden Namen. In der Handschrift ist neben dem Prolog das Liebespaares in sexueller Annäherung abgebildet: Bertschi hat eine bäurisch-derbe Gestalt. Mätzlis Gesicht wirkt hässlich. Sie blickt den Liebhaber an, zeigt ein wohlfälliges Lächeln und ihre Lippen nähern sich. Beide umhalsen sich mit jeweils einem Arm, wobei er ihr in den Ausschnitt greift. Mit der rechten Hand berührt Bertschi ihre Scham, während Mätzlis linke Hand auf seinem rechten Unterarm liegt.

#### Bauernturnier
Der erste Teil des Romans, das Werben Bertschis um Mätzlis Gunst, beginnt mit einem großen Turnier sonntags auf einem Acker in Lappenhausen (V. 105 ff.). Die zwölf Gesellen, Chuontz vom stadel, junkher Troll, Haintzo mit der gäss, Her eisengren usw., sind als Karikatur der höfischen Ritter mit Eseln, Ackergäulen, Bauerngerät und lustigen Wappen ausgerüstet und ihre Kämpfe arten in wüste Prügeleien aus. Auch die Unterweisungen des „frömde[n] gsell[s]“, Herrn Neitharts im richtigen Turnieren (V. 360 ff.) haben keinen Erfolg und enden genauso in einer Hau-und-Stecherei mit Verletzungen und Verlusten von Eseln und Geräten. Zudem stürzt Jütze, Chuontzens Weib (V. 1215 f.), vor Lachen vom Brettergerüst in den Tod, taucht aber später beim Hochzeitstanz wieder auf.

#### Annäherungsversuche
Nach dem Turnier holt der liebeskranke Bertschi den Spielmann Gunterfai mitten in der Nacht aus dem Bett (V. 1303 ff.) und sie ziehen mit klingendem Spiel durch das Dorf zu Mätzlis Elternhaus, um die Angebetete mit einem Ständchen zu „hofiern“, diese zeigt ihm jedoch am Fenster ihr Hinterteil und sie werden wegen Ruhestörung von den Nachbarn vertrieben. In der nächsten Nacht (V. 1416 ff.) will er Mätzli wieder sehen und versteckt sich im Stall, erschreckt sie jedoch beim Kühemelken so sehr, dass sie lauthals zu schreien beginnt und Bertschi, in dem Versuch sie zu beruhigen, „was nicht faul:/Die hand schluog er ỉr für daz maul“ (V. 1430 f.). Durch das Handgemenge wird die Kuh wild und er muss von ihren Hörnern verletzt und vom Ruf „hie deup [Dieb]“ verfolgt wieder fliehen.
In der dritten Nacht (V. 1479 ff.) versucht Bertschi zu fensterln. Er besteigt das Dach von Mätzlis Haus, um sie zu beobachten, doch er bricht durch die Decke, stürzt ins Feuer der Stube und wird vom Vater Fritzo derb bestraft. Daraufhin lässt dieser seinen Zorn über die Beschädigungen an seiner Tochter aus und sperrt sie in einen Speicher (V. 1545 ff.). Dort hat sie einen Disput mit ihrer Vagina, gibt ihr zuerst die Schuld an all ihren Problemen und verflucht denjenigen, der nur an ihre Scham denkt, mit folgenden Worten: „Dar zuo so müess er sterben,/Der nach dir will verderben!“ (V. 1582–83). Doch gleich darauf scheint Mätzli wie verwandelt: „Wie schier so ward die taiding chrumb!/Mätzli chert sich wider umb“ (V. 1586–87). Sie versöhnt sich kurz darauf wieder mit ihrer Vagina und mit dem an ihr interessierten Jüngling: „Daz sei dem gsellen ward so hold“. Somit gelingt Bertschi ohne eigenes Zutun das, was ihm im Stall nicht gelang: er erregt in ihrem Herzen sogleich Freude und Wonne, sie vergisst allen Schmerz und fühlt statt Hass das Feuer der Minne.

#### Liebesbriefwechsel
Als Nächstes will Bertschi seinem Onkel, dem Dorfschreiber Henritze Nabelreiber, einen Liebesbrief diktieren. Dieser lehnt jedoch den zu prosaischen Entwurf seines Neffen (V. 1680 ff) ab, unterweist ihn in den Minne-Regeln (V. 1665 ff.) und verfasst für ihn ein Schreiben an Mätzli nach höfischem Muster (V. 1878 ff.). Er bindet den Brief an einen Stein und wirft ihn durchs Speicherfenster der Adressatin. Dabei wird sie so schwer am Kopf verletzt, dass sie blutet, in Ohnmacht fällt und sich vom Dorfarzt Crippenchra [Grappschkräh] verbinden lassen muss (V. 1996 ff.). Der liest ihr Bertschis Werbung vor und sie bittet ihn, sie zu beantworten und ihren Liebhaber zu einem nächtlichen Treffen einzuladen (V. 2085 ff.). Der Arzt schätzt sie deshalb als „ein hüerrel“ ein und nutzt ihre sexuelle Bereitschaft aus (V. 2099 ff.). Aus Angst vor der Drohung, er würde ihren Vater über den Liebesbrief informieren, gibt sie seinen Wünschen nach und drängt ihn dann, in schwankhaftem Rollenwechsel, zu Wiederholungen, bis es dem Erschöpften zu viel wird. Als er nach drei Tagen bemerkt, dass er sie geschwängert hat, erinnert er sie an Bertschis Werbung und schlägt ihr vor, an ihn zu schreiben. Auf das Problem der Hochzeitsnacht angesprochen, weiß er sogleich Rat (V. 2211 ff.). Sie solle sich unerfahren, schüchtern verhalten und die Entjungferung mit Taubenblut vortäuschen. Im langen Antwortbrief (V. 2261 ff.) wird die Intrige in einer Minneallegorie hyperbolisch ironisiert, indem Maria der von Venus repräsentierten „falsche[n] minn“ den himmlischen Segen im Falle einer Ehe erteilt. Chrippenchra stellt somit die richtige und die falsche Minne sowie ihre symbolischen Gegenfiguren nebeneinander und gibt damit indirekt seiner Vaterschaft die literarisch höhere Weihe.

### 2. Teil: Hochzeit
Strukturell gesehen, bildet der zweite Teil den Drehpunkt des Werkes, da einerseits das Werben zu Ende geführt und andererseits der Anlass für den Krieg im dritten Teil geboten wird. Die Hauptpersonen treten mit Beginn des Festessens zunehmend in den Hintergrund. Parallel dazu wird die Handlung ernster: Die burlesken Bauernspiele und Prügeleien wandeln sich zur Kriegshandlung, aber bereits das alltägliche Dorfleben trägt schon die Anlagen zu List und Grausamkeit in sich. Am Schluss zieht Bertschi seine Konsequenzen aus den bitteren Erfahrungen und zieht sich aus der Gesellschaft zurück.

#### Bertschis Familienberatung
Bertschi will sogleich, nachdem ihm Nabelreiber den Brief vorgelesen hat, Mätzli heiraten (V. 2623 ff.), beruft aber vorher das Freunde- und Familienkonzil ein (V. 2629–3492), von dem er Rat und Hilfe erbittet. Die Versammlung sprechender Namen (u. a. Niggel Fesafögili, Jüzuin Scheissindpluomen, Jänsel Snellagödili, fro Follipruoch, her Havenschlek, Engeldraude Erenfluoch, Nagenflek, Snattereina, Schlinddenspek, Töreleina, Ofenstech, Junchfraw Fina, Engelmar, Berchta Laichdenman, vatter Colman), diskutiert lang und breit über das Für und Wider die Ehe. Die Frauen, v. a. die alte Laichdenman, sind dafür, die Männer, vertreten vom alten Cholman, warnen vor den Nachteilen. Die Entscheidung wird dem Dorfschreiber Henritze Nabelreiber übertragen (V. 3503 ff.), der das Urteil für die Hochzeit Bertschis fällt.

#### Vorstellungsgespräch beim Brautvater und Belehrung des Bräutigams
Der Schreiber und Rüerenmost tragen nun in höfischer Form die Werbung Fritzo vor (V. 2536 ff.), der sie auf derselben Stilebene annimmt und Bertschi zu einer Befragung vor dem Familienrat (Ochsenchropf, Lärenchoph, Fro Hilda Leugafruo, Füllenmagen, Junchfraw Hächel Schürenprand) am nächsten Morgen einlädt (V. 3597 ff.). Bertschi wird nach einer Überprüfung seines Äußeren und seiner Person (V. 3650 ff.) examiniert und trägt nacheinander das pater noster (I.), Ave Maria (V. 10) und das Credo in deum (V. 15) vor, dann seine landwirtschaftlichen Kenntnisse (V. 3831 ff.). Anschließend wird das christliche und weltliche Wertesystem der Zeit detailliert vorgestellt: Lastersak unterweist Bertschi in den Grundlagen der christlichen Lehre: in den zehn Regeln zum Erreichen des Seelenheils (V. 3836 ff), den sogenannten Schülerspiegel (V. 3850–3925), das Laiendoktrinal (V. 3943–4187) mit der Trinitätslehre, den zehn Geboten (V. 3984 ff.), den sechs Werken der Barmherzigkeit (V. 3996 ff.), den Sakramenten (V. 4005 ff.), den Todsünden (V. 4020 ff.), den Geboten der Liebe und der Kirche (V. 4026 ff.) sowie der Beichte und Buße (V. 1 ff. und V. 4082 ff.). Dazu kommen, durch Frau Leugafruo und den Apotheker Straub vorgetragen, die Gesundheitslehre (V. 4188 ff.), durch Richteinschand die Tugendlehre (V. 4404 ff) und durch Übelgsmach die „hofzucht“, d. h. die im Gegensatz zur Tugendlehre mehr pragmatische Haushaltslehre (V. 4855 ff.).
Alle diese streng geordneten und über eine dörfliche Eheprüfung weit hinausreichenden Glaubensbekenntnisse und Belehrungen werden in der Fachsprache von Laien mit karikierenden Namen in von der Burleske abgetrennten Blöcken vorgetragen, von den „gpauren“, die im Alltag miteinander grob und gewalttätig umgehen und deren Interesse auf die Familie oder das Dorf begrenzt ist. Trotz der ausführlichen Unterweisungen setzt Bertschi diese Gebote nicht in die Tat um. So verspricht er Fritzo nach der Belehrung: „bei seinem aid,/ Ze allen dingen sein berait,/ Die ein fromer, weiser knecht/ Laisten scholt und tuon von recht“ und denkt dabei nur an „seines lieben Mätzleins schoss“ (V. 5211–5214, 5208). Andererseits missversteht Mätzli die Regel der gespielten Schamhaftigkeit einer Braut und haut, die Werbung abwehrend, wild um sich.

#### Trauung, Hochzeitsmahl und Tänze
In der Folge werden die einzeln mit Namen vorgestellten Hochzeitsgäste aus der gesamten Gegend, aus Nissingen, Seurrenstorff und Rützingen eingeladen (V. 5305 ff.). Nach der Zeremonie in die Kirche (V. 5397 ff.) mit weiteren Schwank-Einlagen, z. B. erhebt eine alte Frau Eheansprüche auf Bertschi, wandern alle zum Haus des Bräutigams, wo die Gäste die Geschenke, meist Hausrat und Kleidungsstücke, übergeben (V. 5464 ff.) und das Festessen stattfindet. (V. 5534 ff.). Das Hochzeitsmahl ist eine groteske Fress- und Sauforgie, bei welcher jeder im Gegensatz zu den zuvor proklamierten Gesundheitslehren und Tischsitten im Wettstreit mit den anderen seiner Gier freien Lauf lässt. So verschlingt Frau Els (V. 5629 ff.) einen ganzen Laib Käse mitsamt Rinde. Ihr schmeckt der Wein so gut, dass sie den vollen Krug in sich hineinschüttet, wobei ihr die Augen tränen und die Ohren niederhängen. Der Eselsbraten, Bertschi hat sein Reittier schlachten müssen, wird nicht zerschnitten, sondern zerrissen und in den Mund gestopft. Mit beiden Händen schaufelt man das Gemüse aus den Schüsseln in den Schlund, wobei Geschirr zu Bruch geht. Der Boden ist mit Scherben und Essensresten bedeckt. Im Futterneid erstickt Varindwand an einer Fischgräte. (V. 5901 ff.) Vergeblich ermahnt Bertschi, in Erinnerung an die Gesundheitslehre, zur Mäßigung (V. 5949 ff.), denn die Vorräte gehen zur Neige. Aber die darüber erbosten Gäste bedrohen und verprügeln den Bräutigam, so dass er alles Trinkbare aus seinem Keller holen muss (5810 ff.). Nachdem alles aufgegessen ist, spielt Gunterfai zum ausgelassenen Tanz auf der Wiese auf (V. 6147 ff.). Als Einlagen tragen Bertschi, der Schreiber und Troll den sie im Ringtanz umgebenden Gästen lustige Wechselgesang-Lieder vor (V. 6262 ff., 6329 ff., 6429 ff.).

### 3. Teil: Krieg

#### Anlass
Das derb-fröhliche Fest schlägt plötzlich aus kleinem Anlass in grausame Gewalt um. Aus den Gästen werden Feinde, nachdem der Lappenhausener Eisengrein der Nissinger Jungfer Gredul Ungemäß, um ihr seine Liebe zu zeigen, heimlich an der Hand kratzt und diese zu bluten beginnt (V. 6448 ff.). Ihr Onkel Gerwig Schinddennak sieht darin einen Verstoß gegen die Familien- und Dorfehre und beschimpft den Täter wegen der erlittenen Schmach. Dieser schlägt mit Beleidigungen zurück. Beide erhalten durch ihre Genossen Unterstützung, und es entwickelt sich eine Prügelei mit Verletzten und Toten (V. 6458 ff.). Bertschi läutet die Sturmglocke, die Lappenhausener bewaffnen sich, vertreiben die Nissinger und verfolgen sie bis zu ihrem Tor. In ihr Dorf zurückgekehrt, nehmen sie die zurückgebliebenen schutzlosen Mädchen der Feinde gefangen, misshandeln und vergewaltigen sie.

#### Kriegsrat und Verhandlungen
Die Nissinger halten bei ihrem Bürgermeister Strudel einen Kriegsrat ab (V. 6680 ff.), wie sie weiter vorgehen wollen. Egghart beklagt seinen vom Twerg erschlagenen Sohn Arnolt, Snegg seinen Vater Harnstain. Beide fordern Rache und Buße. Pütreich dagegen denkt an seine Tochter Kützeldarm, die mit vier anderen Mädchen (Anne, Gredul, Gnepferin, die Wäscherin) gefangen gehalten wird und die er zuerst durch Verhandlung befreien möchte, bevor man einen Kriegszug beginnt. Strudels Appell setzt sich in der Diskussion durch: „Des menschen grosser übermuot/ Vil oft eim sölhen schaden tuot,/ Daz einem wirdet an gesiget,/ Wie wol er süst des rechten phliget;/ Dar umb so schüllen wir die sach/ Güetleich heven an mit gmach./ In gantzer diemuot wellen wir/ Daz end ersehen nach begir“ (V. 6842–6849). Sie schicken den in die gefangene schöne Gnepferin verliebten jungen Schilawingg als Boten (V. 6892 ff.). Er trifft die Lappenhausener beim Tanz an und überbringt die Botschaft mit den Friedensbedingungen, aber sie verspotten ihn und jagen ihn aus dem Dorf. Die Nissinger mobilisieren ihre Verbündeten im ganzen Land, um für einen Krieg zu rüsten (6958 ff.). In der Zwischenzeit ist in Lappenhausen die Feier zu Ende und Mätzli spielt Bertschi nach den Anweisungen des Arztes die Entjungferung vor (V. 6973 ff.).

#### Vorbereitungen
Am nächsten Morgen hören die Lappenhausener von den Kriegsvorbereitungen der Nissinger und rufen zum Kriegsrat (V. 7139 ff.). Während die Jungen, u. a. Eisengrein und Lechspiess, allein den Feinden die Schuld geben, deshalb im Kampf die Initiative ergreifen wollen und von ihrer Stärke überzeugt sind, warnen die Alten vor den Folgen und bringen verschiedene Argumente vor. Riffian meint, dass nur die Fürsten Kriege führen dürfen, darauf bestreitet Lienhart die Standesvorrechte und ernennt Rüefel Lechdenspiess zum Kaiser und die anderen zu Herzögen, Grafen, Rittern und freien Herren. Ruoprecht will mit den Nissingern lieber verhandeln: „Dennocht schüllen wir nicht streiten/ Mit Nissingen ze disen zeiten,/ Wellen wir viel recht hie pei/ Sehen, was der streite sei“. Dann hält er einen Vortrag über die Klassifikation von Kriegen nach geistlichen und weltlichen, nach Ursachen und Rechtmäßigkeit und warnt vor dem Schaden an „sel und leib und an dem guot“ (V. 7296 ff.). Der alte Pilian zählt auf, welche große Mannschaft und Ausrüstung man zum erfolgreichen Krieg braucht. Junker Haintz entgegnet zornig, ein kräftiges Pfefferkorn sei stärker als ein großer Haufen Mist. Frau Laichdenman tritt als Seherin auf (V. 7445 ff.) und warnt: Am Himmel sehe sie „ein böseu angesicht“. Die Nissinger seien Marskinder und würden das Venus-Lappenhausen niederbrennen und verwüsten. Niggel verlacht die Sterndeuterin und die junge Mannschaft beschließt: „Wir wellen streiten umb da zain,/ Daz wir der alten ketzern tant/ Mügin pringen zeiner schand.“ Man schickt nach dem Rat Colmans den Messner mit der Kriegserklärung zu den Feinden (V. 7562 ff.). Die Nissinger erwidern sie, worüber die Lappenhausener vor Freude herumtanzen (V. 7585 ff.).
Die Lappenhausener entsenden nun Boten in alle bekannten großen Städte Europas (V. 7605 ff.), um Verbündete zu werben. Deren Vertreter treffen sich sogleich zu einer Beratung, erörtern eingehend die rechtliche und diplomatische Situation (V. 7690 ff.) und kommen übereinstimmend zu dem Beschluss, sich in dem Streit zwischen Freunden neutral zu verhalten (V. 7717 ff.), da es in diesem Fall nicht darum gehe, einen Schwächeren zu schützen: „Sein seu selber also rech,/ So lassen wir seu also rüeg,/ Bis seu selber werden müed!“ Die Bauern werden aufgefordert, sie „Schüllen güetleich[…]/ Iren streit mit ganzer tugend“ beilegen, sonst müssten sie allein „Vechtens werden übervol“. Nach diesem abschlägigen Bescheid verabschiedet sich der weise Höseller von den Dörflern. Die anderen Lappenhausener suchen nun Narren und Sagenfiguren als Verbündete (V. 7879 ff.): in den Weilern Narrenhäm, Rupfengeiler, Torenhofen sowie unterm Höperg bei den Hexen, Zwergen, Drachen. Diese sind allerdings untereinander verfeindet und kämpfen deshalb auf verschiedenen Seiten. Die Recken der mittelalterlichen Heldenepik, etwa Dietrich von Bern, Hildebrand, Dietleib und Wolfdietrich entscheiden sich für die Nissinger. Wie der Erzähler ironisch anmerkt, wären auch die höfischen Ritter Gawan, Lanzelot, Tristan, sowie Astolf zu Hilfe gekommen, wären sie nicht mit der Verteidigung ihrer Güter gegen sie Städte beschäftigt: „Do muosten seu ier schlosse retten/ Und andreu güeter vor den steten.“ (V. 8029–30).
Detailliert wird der Aufmarsch der Truppen beschrieben (V. 7899 ff). Bevor die Schlacht beginnt, informiert Strudel (V. 8104 ff.) die Nissinger über den Ablauf der Vorbereitungen und stellt die Hauptmänner der Truppen vor, u. a. Dietrich und als Führer der Nissinger seinen Neffen Fülizan. Dann spricht er über die Schlachtordnung: der größte Teil des christlichen Heers, die Zwerge und Recken werden im Feld verteilt, um die feindlichen Hexen, Riesen und Heiden zu bekämpfen. Anschließend geht er auf die praktischen Fragen der Kriegsführung ein: wie man sich zum Beispiel an den Feind heranschleicht, welche Stellung für welches Gelände am besten geeignet ist oder wie man mit den Gefangenen umzugehen hat. Währenddessen spricht der Meier zu den Lappenhausenern (V. 8570 ff) und Gunterfai trommelt zum Aufbruch. Bertschi eilt nach Verabschiedung von seiner Frau verspätet hinterher (V. 8611-12). Das ist sein letzter Auftritt vor seiner Flucht am Ende der Schlacht, in der Bertschi wie zuvor beim Hochzeitsfestkampf keine Rolle spielt.

#### Schlacht
Die Bauern werden von Kaiser Lechpiess zu Rittern geschlagen, und die Schlacht kann beginnen. Zuerst kämpfen Frau Hächel auf einem Wolf und ihre Hexentöchtern mit ihren Bürsten gegen König Laurin und seine Zwerge (V. 8650 ff.). Nach hartem Ringen werden die Hexen in einem Netz gefangen und sind geschlagen. Lechspiess ruft nun die Riesen zu Hilfe (V. 8855 ff.).Die Zwergen greifen sie nach Davids Vorbild mit Steinschleudern erfolgreich an. Dann dominiert aber die größere Kraft über die Geschicklichkeit, weshalb die Recken Roland, Hildebrand und Dietrich eingreifen. Der Berner schlachtet schließlich den Riesen Egge mit dem Schwert ab (V. 9002 ff.). Nun werden Mageron und sein Heidenheer eingesetzt (V. 9074 ff.) und die Recken erhalten Unterstützung von den Schweizern und entscheiden die Schlacht, so dass sich die Helden, wie vorher die Zwerge, zurückziehen können. Jetzt konzentriert sich der Krieg auf die Dorfbewohner. Erst marschieren die Lappenhausener (V. 9176 ff.), dann die Nissinger (V. 9190 ff.) auf und bekämpfen sich hart. Das Glücksrad wechselt mehrmals seine Richtung. Die nach einander hinzukommenden Truppen der Narrenhaimer, Mätzendorffer und Torenhofner verlängern den verlustreichen Kampf bis zur Dämmerung. Dann vereinbaren die Gegner eine Waffenruhe bis zum nächsten Morgen.
Frau Laichdenman nutzt die Kriegspause, um ihre Beschimpfung im Lappenhausener Rat zu rächen (V. 9418 ff.). Sie schleicht zu den Feinden und bietet ihnen an, in ihrem Dorf an vier Ecken Feuer zu legen und den Nissingern das Tor zu öffnen. Darauf beraten diese den Vorschlag und planen, zumal sie die Überlegenheit des Gegners gespürt haben und eine Niederlage befürchten, eine doppelte Kriegslist. Sie ziehen einen Teil ihrer Truppen ab und verstecken sie in einem Wald. Die anderen bleiben auf dem Schlachtfeld, fliehen am nächsten Morgen vor dem Angriff und locken die Feinde in den Hinterhalt. Dann reiten sie nach Lappenhausen, töten alle und plündern die Häuser.

#### Einsiedler
Von den Lappenhausener überlebt nur Bertschi, da er vor dem Kampf geflohen ist. Er versteckt sich in einem befestigten Heuschober, wird einige Tage vergeblich belagert, ernährt sich wie ein Tier von Heu (V. 9541 ff.) und kehrt dann, als die Nissinger aufgeben, nach Lappenhausen zurück (V. 9661 ff.). Auf dem Weg über das Schlachtfeld und im verwüsteten Dorf sieht er die vielen Leichen und unter ihnen auch Mätzli, woraufhin er zusammenbricht, die Vergänglichkeit des Irdischen erkennt und sich als Einsiedler in den Schwarzwald zurückzieht.

## Hinweise zum Verständnis

### Autor
Der Ring ist in nur einer einzigen Handschrift überliefert, welche außer diesem keine weiteren Texte enthält. Da sich diese bis 2001 im Meininger Staatsarchiv befand, wurde sie auch als „Meininger Handschrift“ bezeichnet. Heute wird sie unter der Signatur cgm 9300 in der bayerischen Staatsbibliothek München aufbewahrt. Datiert wird sie auf etwa 1410/20. Im 15. Jh. blieb das Werk weitgehend unbekannt und wurde erst im 19. Jh. wiederentdeckt. Auf der Prologseite ist in der Initiale ein Brustbild des Autors und sein Wappen zu sehen sowie am Ende des Prologs eine Abbildung der Hauptfiguren Bertschi Triefnas und Mätzli Rüerenzumph.
Sowohl die Entstehungszeit des Werkes wie auch die Identität des Verfassers Heinrich Wittenwiler ist nicht eindeutig gesichert. Man weiß nur, dass er ein gebildeter Mann war und nach Sprachmerkmalen und Ortsangaben um 1400 im Bodenseegebiet gelebt hat. Auf der Grundlage einiger Urkunden und Zeugnisse war der Autor vermutlich Kurienadvokat am Konstanzer Bischofshof. Er könnte in Bologna die Rechte studiert haben und auf diese Weise mit dem italienischen Frühhumanismus in Berührung gekommen sein. Vermutlich wurde der Autor von seinem Aufstieg als Kleriker zum Juristen in gehobener Position am Konstanzer Hof geprägt. Auch hat offenbar seine Orientierung an Österreich und dessen Landadel sowie die alltägliche Erfahrung des immer weiter zurückgehenden Einflusses des Konstanzer Patriziats und schließlich „[d]ie dramatische Zuspitzung der Lage im Verlauf des ersten Jahrzehnts des neuen Jahrhunderts, die gewaltigen Verluste der (noch) Herrschenden an Macht, an Land und Leuten, an Einkünften, politischem Einfluß und Ansehen, der drohende völlige Einsturz der schon lange brüchigen Ordnung“ Einfluss auf das Werk.
Zu diesen Annahmen passt die Sprache im Ring: ein frühneuhochdeutscher hochalemannischer Schriftdialekt, der mit toggenburgischen Lauten, wie auch bairischen und schwäbischen Formen durchsetzt ist. Das Hochalemannische war der Dialekt des südlichen Bodenseegebietes. Die anderen Formen sind durch die geografische Nähe zu der Grafschaft Toggenburg sowie dem schwäbischen und dem südbairischen Sprachgebiet erklärbar. Auch die Handlung des Rings spielt im südlichen Bodenseegebiet, St. Gallen und Konstanz, denn die Ortsnamen lassen sich bestimmen: z. B. Nissingen als Nassen im Neckertal (Kanton St. Gallen) oder das Dorf Mogelsberg im Neckertal als Vorbild für Lappenhausen.
Die Datierung des Werks ist schwierig, da es keine Textstellen im Ring gibt, die auf historische Ereignisse hinweisen, z. B. auf das Konzil von Konstanz (1414–1418) oder die Appenzeller Bauernkriege im „Bund ob dem See“. Die Angaben in der Forschung variieren zwischen 1360 und 1410/20. Puchta-Mähl (1986) datiert den Ring auf 1370/71. Birkhan (1971) verweist auf die Zeit des Konstanzer Konzils 1414/18, wobei er allerdings in einer späteren Arbeit vermerkt, dass der Ring von keinem einzelnen historischen Ereignis aus allein zu verstehen ist, und er auch die Schlacht bei Sempach 1386 und eine Phase der Appenzellerkriege als zeitliche Anknüpfungspunkte für möglich hält. Brunner nennt in seinem Verfasserlexikon-Eintrag 1408/10 als plausibelsten Entstehungszeitraum, da er den Autor im Umfeld des Konstanzer Bischofs Albrecht Blarer ansiedelt. Nach Riha stammt der Roman wohl aus der Zeit der letzten vier Jahrzehnte des vierzehnten Jahrhunderts. Wenn man die verschiedenen Aspekte zusammenfasst, kann nur das Jahr 1360 als Datum post quem als gesichert angesehen werden.

### Interpretationen
Wittenwilers heterogenes, zwischen Lehrgedicht und unflätigem Schwank oszillierendes Werk hat eine wechselhafte Interpretationsgeschichte. Seit der ersten Druckausgabe von Ludwig Bechstein (1851) bis ins 20. Jahrhundert wurde der Ring mehr oder weniger als pöbelhafte Dichtung abgewertet. Mit Edmund Wießners Edition und Erforschung der literarischen Quellen setzte sich eine differenzierte Beurteilung durch. Aber das „wundersame[-] Gemisch“ der „beiden so widerstrebenden Elemente“ entzieht sich wegen seiner Brüche nach wie vor einer einheitlich schlüssigen Deutung, zumal auch nichts bekannt ist über zeitgenössische Rezeptionen, die Biographie sowie die geistige bzw. politische Position des Autors, der sich in seinem Werk mit Kommentaren zurückhält und die theologischen Lehren und gesellschaftlichen Verhaltensregeln einzelnen, nicht immer integren Figuren mit „Schwank“-Namen wie Crippenchra (Grappschkräh) in den Mund legt.
Die Botschaft Wittenwilers kann deshalb nur durch Textanalyse und Indizienketten ermittelt werden. Wie schwer das wegen der vielen Uneindeutigkeiten ist, sieht man daran, dass die Forschungsergebnisse ein breites Spektrum abdecken: Didaxe (d. h. Regeln über ideales Verhalten und entsprechender Rituale), Allegorie z. B. auf die Vergänglichkeit der Welt, Literatursatire, Ständesatire, Dörpergeschichte, Fastnachts- bzw. Narrenspiel. Die Didaktik-Interpretation stützt sich v. a. auf den Prolog und die bei allen Phasen der Handlung in den Text integrierten sehr umfangreichen Vorträge über das Werte- und Lehrsystem. Dagegen basiert die Deutung einer grotesken Welt vorwiegend auf der Bertschi-Handlung.
Die Bedeutung des Prologs für die Interpretation wird unterschiedlich beurteilt: als Leitfaden für das Verständnis des Werks oder eher als literarisches Spiel. Die Aussage des Autors über sein Lehrgedicht scheint auf den ersten Blick eindeutig. Das Werk handele von einem „gpaur […]/ Der unrecht lept und läppisch tuot“ (V. 43–44) und diene der Unterweisung. Es „kann uns sagen wol,/ Wie ein man sich halten schol“ (V. 21–22). Das „unter diseu ler“ gemischte „gpauren gschrai“ (V. 36) diene dazu, das Publikum aufzuheitern und ihm die trockene Materie schmackhaft zu machen. Zur besseren Unterscheidung zwischen „dem ernst gemain“ und dem „törpelleben“ (V. 40–41) gibt es Unterstreichungen in rot und grün.
Doch auf den zweiten Blick finden sich viele Unstimmigkeiten zwischen Lehre und Bauerngeschichte und auch die als Interpretationshilfe angekündigten Linien stiften mitunter mehr Verwirrung, als sie zur Klärung beitragen, denn sie sind nicht konsequent durchgeführt: Zu den roten Stellen zählen nicht nur Belehrungen, praktische Vorträge und „bauernschlaue Verhaltensweisen“, sondern auch in Parodien verpackte Lehren wie die „Tischzucht“, während die grüne Farbe nicht nur der „gpauren gschrei“ anzeigt, sondern auch lehrt, das „törpelleben“ richtig zu sehen. Die von Bertschi aufgesagten Gebete zwischen Vers 3817 und 3818 exklusive der jeweils ersten Zeile sind grün, die groteske Beschreibung Mätzlis rot markiert. Zudem scheint der Autor seine Lesehilfen nicht ernst zu nehmen: Er schreibt in den Zeilen 49–51, wenn man etwas in der Geschichte sehe, das weder nützliche Belehrung noch Scherz bringe, könne man es für „ein mär“ halten. Deshalb wird in der Forschung hinter den Vertauschungen ein Vexierspiel des Autors mit seinem Publikum vermutet. Auch wenn man die Lehrabsicht des Autors und die Bauerngeschichte als negatives Beispiel akzeptiert, so bleibt bei der Beurteilung des gesamten Werkes die Frage, ob beim Publikum die erhoffte Appell-Wirkung erreicht werden kann oder ob sich nicht umgekehrt das menschliche Unvermögen bei der Umsetzung der Theorie in den Alltag und damit die Narrenwelt in den Vordergrund drängt. Wenn man jedoch, wie Lutz, davon ausgeht, dass der Prolog in der Meininger Handschrift, die nicht das Original ist, erst nachträglich hinzugefügt wurde, würde der Prolog als Interpretations-Leitlinie an Bedeutung verlieren und wäre Teil der Rezeption.
So verbleiben als Kern für die Interpretation das Personal, ihre Geschichte und die ihnen in den Mund gelegten Lehren. Bei den Protagonisten setzt sich, unter Einbeziehung der Zeichnung des Paares, die unterschiedliche Deutung fort. Während Bertschis nicht standesgemäße Kleidung und sein übertrieben stolzes Auftreten nach Lutz auf die superbia, den Hochmut, verweisen, sei Mätzli die Verkörperung der Luxuria. In der Speicher-Szene vollziehe sich ihre Wandlung zur meretrix, zur Prostituierten. Entsprechend sieht Lutz als das eigentliche Thema des Rings die Wahl zwischen „falscher minn“ (V. 2381) und der „hailigen e“ (V. 2388) und damit zugleich die Entscheidung „wider got“ (V. 2382) oder für „got selb“ (V. 2387) in der Sinnmitte einer allegorischen Konzeption. Tournay relativiert diese Interpretation: Es fehle Mätzli die schöne verführerische Vorderseite einer Frau Welt. Wittenwiler möge dieses Bild z. B. in ihrem Namen gelegentlich evozieren, sie könne aber nicht allgemein als Allegorie der großen Welthure verstanden werden. Mätzli sei in ihrer Personendarstellung eher passiv und substanzlos und von „gespenstisch irreale[r] Qualität“.
| Beschreibung Mätzlis | Übersetzung nach Wießner |
| Sei was von adel lam und krumpf, Ir zen, ir händel sam ein brand, Ir mündel rot sam mersand. Sam ein mäuszagel was ir zoph. An ir chelen hieng ein chropf, Der ir für den bauch gie. Lieben gsellen, höret, wie Ir der rugg was überschossen Man hiet ein gloggen drüber gossen! Die füessli warend dik und brait, Also daz ir chain wind laid Getuon moht mit vellen, Wolt sei sich widerstellen, Ir wängel rosenlecht sam äschen, Ir prüstel chlein sam smirtäschen. Due augen lacuhten sam der nebel, Der aten smacht ir als der swebel. So stuond ir daz gwändel gstrichen, Sam ir die sele wär enwichen. Sei chond also schon geparen, Sam sei wär von drien jaren. – (V. 76–96) | Sie war vollkommen – nämlich vollkommen lahm – und sie hinkte, ihre Zähne und Händchen waren kohlschwarz und ihr Mündlein war so rot wie der Sand am Meer. Ihr Zopf war wie ein Mausschwanz und an ihrer Kehle hing ein Kropf, der bis zum Bauch hinunterschlotterte. Hört nun, liebe Freunde, wie ihr Rücken herausgeschossen war: man hätte eine Glocke darüber gießen können! Ihre Füßlein waren dick und breit, so daß kein Wind ihr wehtun konnte, indem er sie etwa umwarf, wenn sie sich nur dagegen stemmen wollte. Ihre Wänglein waren so rosenfaben wie Asche und ihre Brüstlein so klein wie Packtaschen. Ihre Augen leuchteten wie der Nebel und ihr Atem duftete wie Schwefel. Das Kleidchen hing an ihr, als sei ihr die Seele entflogen. Benehmen konnte sie sich so schön, als ob sie drei Jahre alt wäre! |

Die in ironischer Erzählweise und mit den typischen Merkmalen dargebotene dörper-Geschichte der Lappenhausener wird in der Forschung übereinstimmend auf klar identifizierbare literarische Quellen bezogen. Das misslungene Turnier der mit lustigen bzw. derben Namen karikierten Bauern bezieht seine Komik aus dem Kontrast mit den Vorlagen der höfischen Literatur und deren Schemata. Andererseits verändert Wittenwilers auch seine literarischen Aneignungen wie Roth in seiner Untersuchung der Ehedebatte zeigt und eröffnet damit einen neuen Blick. Das alte Dilemma „Soll ein Mann heiraten oder nicht“ werde im Ring hergestellt durch die Überkreuzung zweier Themen: „Warum ein Geistlicher nicht heiraten soll“ und „Warum die Ehe für alle anderen selbstverständlich und heilig ist“. Damit konfrontiere der Autor die Bewertung der klerikalen Ethik mit der pragmatischen der Laien und relativiere sie. Röcke setzt diese Dialogisierung mit unterschiedlichen Möglichkeiten des Denkens und Handelns vom typisch monologischen und völlig eindeutigen didaktischen Sprechen ab, das keine Erörterung, sondern klare Entscheidungen zwischen Gut und Böse, Richtig und Falsch zulässt und keinen Widerspruch duldet.
Ein Forschungsproblem ist die Frage, was der Autor mit dem inhaltlichen Kontrast und dem Stilbruch zwischen meist ernsthaft vorgetragener Lehre und der Burleske beabsichtigt. In der Bauernhandlung lässt sich der Begriff der Ehre ebenso wenig wie Schönheit oder Weisheit auf ein positivierbares Ideal zurückführen. Theorie und Praxis sind zwei getrennte Bereiche. Aus dem Mund der Akteure scheinen die Tugendbegriffe nur Worthülsen zu sein, während ihr Leben von der Pragmatik der Arbeit und beim Kampf von den Untugenden der List und der Gewalt geprägt ist. Die Ironie des Erzählers, Laichdenmans Lust an der Widerrede und die Verblendung von Bertschis Minneverfallenheit lassen immer wieder die Differenz zwischen Zeichen und Bezeichnetem als willkürlich erscheinen. Die Frage nach der Botschaft des Autors lässt sich nicht eindeutig beantworten. Hat er ein pessimistisches Weltbild und will zeigen, dass die Menschen als von Emotionen Getriebene nicht lernfähig sind und ihre Welt zerstören und nur wie Bertschi, der unschuldig Schuldige, im Rückzug von der Gesellschaft ihren Frieden finden können, oder sind die negativen Beispiele im aufklärerischen Sinn eine Warnung vor der Verblendung und ein Weckruf an das Publikum?
In Verbindung mit diesen Fragen werden die zum Krieg führenden Ursachen und die Reaktionen der Figuren in der Forschung eingehend untersucht. Weitgehende Übereinstimmung herrscht darin, dass der eigentliche Anlass zum Krieg in der latenten Aggressionsbereitschaft der gpauren liegt, die durch äußere Umstände und innere Disposition eine mögliche Bändigung außer Kraft setzt. Verstärkt wird dieser Aspekt dadurch, dass Wittenwiler den Krieg neben der handlungstragenden auf der theoretischen Ebene thematisiert, indem er eine Diskussion über den gerechten und ungerechten Krieg, bellum iustum et iniustum, in die Beratungen einschaltet. Auch an dieser Stelle sind die Figuren nicht fähig, die Belehrungen in der Praxis umzusetzen, weshalb der Krieg in einem blutigen Gemetzel endet. Sie kämpfen nicht aus Überzeugung für eine gerechte Sache, sondern aus Großmannssucht, Selbstüberhebung und aus purer Lust am Drauflosschlagen und unterschätzen dabei ihren Gegner. Diese Darstellung der gpauren wird durch das Auftreten der Sagengestalten ins Mythische übersteigert. Die Grenze zwischen Mensch und Dämon fällt und die Unausweichlichkeit der Katastrophe angesichts der entfesselten Mächte wird aufgezeigt. Dazu passt, dass im Vergleich mit anderen Kriegsbeschreibungen im Ring herausragende Einzelhelden und die Totenklage der Hinterbliebenen fehlen. Eine Ausnahme ist der Tod Mätzlis. Bertschi ist darüber so erschüttert, dass ihm die Vergänglichkeit des Irdischen bewusst wird und er sich voller Verzweiflung als Einsiedler in den Schwarzwald zurückzieht. Lutz weist darauf hin, dass Wittenwiler seine Dichtung, wie zuvor im Prolog begonnen, mit vier sich auf Gott beziehenden Versen abschließt, von denen der erste zugleich der letzte der Handlung ist, und so unterstreicht, „dass die gemeinsame Bitte von Autor und Lesern um das ewige Leben sich konsequent aus der an Bertschi vorgeführten geistlichen Erweckung des Christen herleitet“. Nach Tobler ist Bertschis Einsiedlerleben nicht als innere Umkehr zu deuten. Anstelle der Erkenntnis trete eine halbtägige Ohnmacht und das Bewusstsein der Vergänglichkeit der Welt. „Das Verhängnis Bertschis liegt in seiner mangelnden Bereitschaft zur Umkehr, das heißt in seiner Unfähigkeit zur Beichte.“
Kampf und Krieg werden in diesem Werk nicht verherrlicht, es ist vielmehr eine Absage an die Heroisierung und Glorifizierung des Kampfes und Krieges, weshalb das Werk kein gutes Ende nehmen kann. Das Ideal des edlen Ritters zu erreichen, war in der mittelalterlichen höfischen Epik, v. a. im Artusroman, Ziel des Ethik-Programms, doch verweigert sich Wittenwiler dieser Tradition, indem er die Helden ihre Teilnahme am Krieg absagen lässt.